# Stanisław Wycech
Stanisław Wycech (ur. 27 czerwca 1902 w Sadolesiu w pow. węgrowskim, zm. 12 stycznia 2008 w Warszawie) – major Wojska Polskiego, do 2008 był najstarszym polskim żyjącym weteranem I wojny światowej i bitwy warszawskiej.

## Życiorys
W 1917 wstąpił do Polskiej Organizacji Wojskowej. W listopadzie 1918 został żołnierzem 22 pułku piechoty w Siedlcach, a następnie 15 pułku piechoty „Wilków”. W 1920 walczył na wojnie z bolszewikami.
W czasie II wojny światowej zajmował się kolportażem prasy podziemnej i przewożeniem broni dla placówek Armii Krajowej w powiecie węgrowskim. W powstaniu warszawskim na Dolnym Mokotowie i Czerniakowie, gdzie pełnił funkcję Komendanta Obrony Cywilnej.
Po kapitulacji Mokotowa trafił do obozu w Pruszkowie, a następnie został wysiedlony w okolice Wolbromia. Po wojnie był jednym z organizatorów mikołajczykowskiego Polskiego Stronnictwa Ludowego w Warszawie oraz nadzorował kolportaż „Gazety Ludowej”. W 1946 PSL wysunęło jego kandydaturę w kampanii przedwyborczej do Sejmu. Z tego powodu represjonowany, dwa dni po wynikach wyborów trafił do więzienia. Zwolniony po interwencji Czesława Wycecha.
Mieszkał w Warszawie, na Woli. Działał w środowisku kombatanckim, uczestniczył w najważniejszych uroczystościach państwowych. W 2000 przyznano mu tytuł Honorowego obywatela Radzymina.

## Ordery i odznaczenia
- Krzyż Oficerski Orderu Odrodzenia Polski (15 VIII 2007 r.)
- Medal Pamiątkowy za Wojnę 1918–1921
- Krzyż Niepodległości z Mieczami (1934)[1]
- Medal „Za Zasługi dla ZKRPiBWP”